# Impfondo
Impfondo è un centro abitato della Repubblica del Congo, situato nella regione di Likouala. Situata sulle rive del fiume Ubangi, la città contava 38.240 abitanti nel 2023, data dell'ultimo censimento ufficiale del Paese.